# Louka u Šnajberského rybníka
Louka u Šnajberského rybníka je přírodní památka poblíž obce Újezd v okrese Domažlice v Plzeňském kraji. Leží v katastrálním území Újezd u Domažlic. Území spravuje Krajský úřad Plzeňského kraje.

## Předmět ochrany
Předmětem ochrany je ochrana zbytků lučních, rašelinných a mokřadních společenstev s výskytem chráněných a ohrožených druhů rostlin a živočichů. Cílem ochrany je zachovat stávající přechodové rašeliniště s navazujícími vlhkými a střídavě vlhkými loukami s rákosinami, mokřadními olšinami a porosty vysokých ostřic a zabránit jejich zarůstání náletovými dřevinami.

## Přírodní poměry
Chráněné území s rozlohou 4,9 hektarů se geomorfologicky nachází v Podčeskoleské pahorkatině v nadmořské výšce 458–460 metrů. Geologický podklad tvoří žuly, překryté v aluviích vodních toků hlinitými a štěrkovými náplavy. Hydrograficky území náleží k povodí Bystřice. Lokálně se v území nalézají zrašelinělé plochy. Roční průměrný úhrn dešťových srážek je 650–700 mm, ve vegetačním období 400 mm.

### Flóra
Převážná část aktuální vegetace území je tvořena druhově chudými porosty rákosin s převahou rákosu obecného (Phragmites australis), na něž navazují porosty vysokých ostřic (Carex) s dominancí chrastice rákosovité (Phalaris arundinaceae). V okolí toku Bystřice se vyskytují olšiny, na které navazují mokřadní olšiny a keře vrbin (Lysimachia) s převahou vrby popelavé (Salix cinerea). Nejcennější biotopy se nacházejí v jihovýchodní části chráněného území. Ze zvláště chráněných druhů rostlin zde ve větším množství roste vachta trojlistá (Menyanthes trifoliata) a menší populace prstnatce májového (Dactylorhiza majalis). Ze vzácnějších druhů rostlin zde roste hojně mochna bahenní (Potentilla palustris), roztroušeně vrbovka bahenní (Epilobium palustre), hadí mord nízký (Scorzonera humilis) a kozlík dvoudomý (Valeriana dioica).

### Fauna
Ze zvláště chráněných druhů živočichů zde žije mravenec rašelinný (Formica picea), čolek obecný (Triturus vulgaris), ještěrka živorodá (Lacerta vivipara), slepýš křehký (Anguis fragilis), užovka obojková (Natrix natrix), chřástal vodní (Rallus aquaticus) a pravděpodobně jeden pár ledňáčka říčního (Alcedo atthis). Při okraji toku Bystřice byly zjištěny požerové stopy bobra evropského (Castor fiber).